# Maisontiers
Maisontiers est une commune du centre-ouest de la France située dans le département des Deux-Sèvres en région Nouvelle-Aquitaine.

## Toponymie
Dans le sud de la commune, les fermes de le Temps, le Contretemps, le Curieux et Avec sont voisines de celles de l'Essai et de Réussi sur la commune de Lageon et de Ratil sur la commune de Louin,. Ensemble, ils forment la phrase « Avec le temps et le contretemps, l’interrogateur curieux réussira-t-il l’essai ? », toponymes communs donnés par l'unique propriétaire des exploitations agricoles construites entre 1876 et 1881.

## Géographie
Au nord du département des Deux-Sèvres, la commune de Maisontiers est traversée d'ouest en est par la Taconnière, un sous-affluent du Thouet par le Cébron.
Traversé par la route départementale 137, le bourg est situé, en distances orthodromiques, sept kilomètres au sud-ouest d'Airvault, et quatorze kilomètres au nord de Parthenay.
La commune est également desservie par les routes départementales 27 et 46. La principale voie d'accès, en dehors du territoire communal, reste cependant la route départementale 938 (l'ancienne route nationale 138).

### Communes limitrophes
|           | Boussais    | Tessonnière |
| Chiché    | Maisontiers | Louin       |
| Amailloux |             | Lageon      |

### Climat
Pour des articles plus généraux, voir Climat de la Nouvelle-Aquitaine et Climat des Deux-Sèvres.
Historiquement, la commune est exposée à un climat océanique du nord-ouest.  
En 2020, Météo-France publie une typologie des climats de la France métropolitaine dans laquelle la commune est dans une zone de transition entre le climat océanique et le climat océanique altéré et est dans la région climatique  Poitou-Charentes, caractérisée par un bon ensoleillement, particulièrement en été et des vents modérés.
Pour la période 1971-2000, la température annuelle moyenne est de 11,6 °C, avec une amplitude thermique annuelle de 14,8 °C. Le cumul annuel moyen de précipitations est de 804 mm, avec 12,2 jours de précipitations en janvier et 6,8 jours en juillet. Pour la période 1991-2020, la température moyenne annuelle observée sur la station météorologique la plus proche, située sur la commune de Glénay à 9 km à vol d'oiseau, est de 12,6 °C et le cumul annuel moyen de précipitations est de 647,9 mm,. Pour l'avenir, les paramètres climatiques de la commune estimés pour 2050 selon différents scénarios d’émission de gaz à effet de serre sont consultables sur un site dédié publié par Météo-France en novembre 2022.

## Urbanisme

### Typologie
Au 1er janvier 2024, Maisontiers est catégorisée commune rurale à habitat très dispersé, selon la nouvelle grille communale de densité à sept niveaux définie par l'Insee en 2022.
Elle est située hors unité urbaine et hors attraction des villes,.

### Occupation des sols
L'occupation des sols de la commune, telle qu'elle ressort de la base de données européenne d’occupation biophysique des sols Corine Land Cover (CLC), est marquée par l'importance des territoires agricoles (88,7 % en 2018), une proportion sensiblement équivalente à celle de 1990 (88,5 %). La répartition détaillée en 2018 est la suivante : 
terres arables (41,6 %), zones agricoles hétérogènes (28,3 %), prairies (18,8 %), forêts (11,3 %). L'évolution de l’occupation des sols de la commune et de ses infrastructures peut être observée sur les différentes représentations cartographiques du territoire : la carte de Cassini (XVIIIe siècle), la carte d'état-major (1820-1866) et les cartes ou photos aériennes de l'IGN pour la période actuelle (1950 à aujourd'hui).

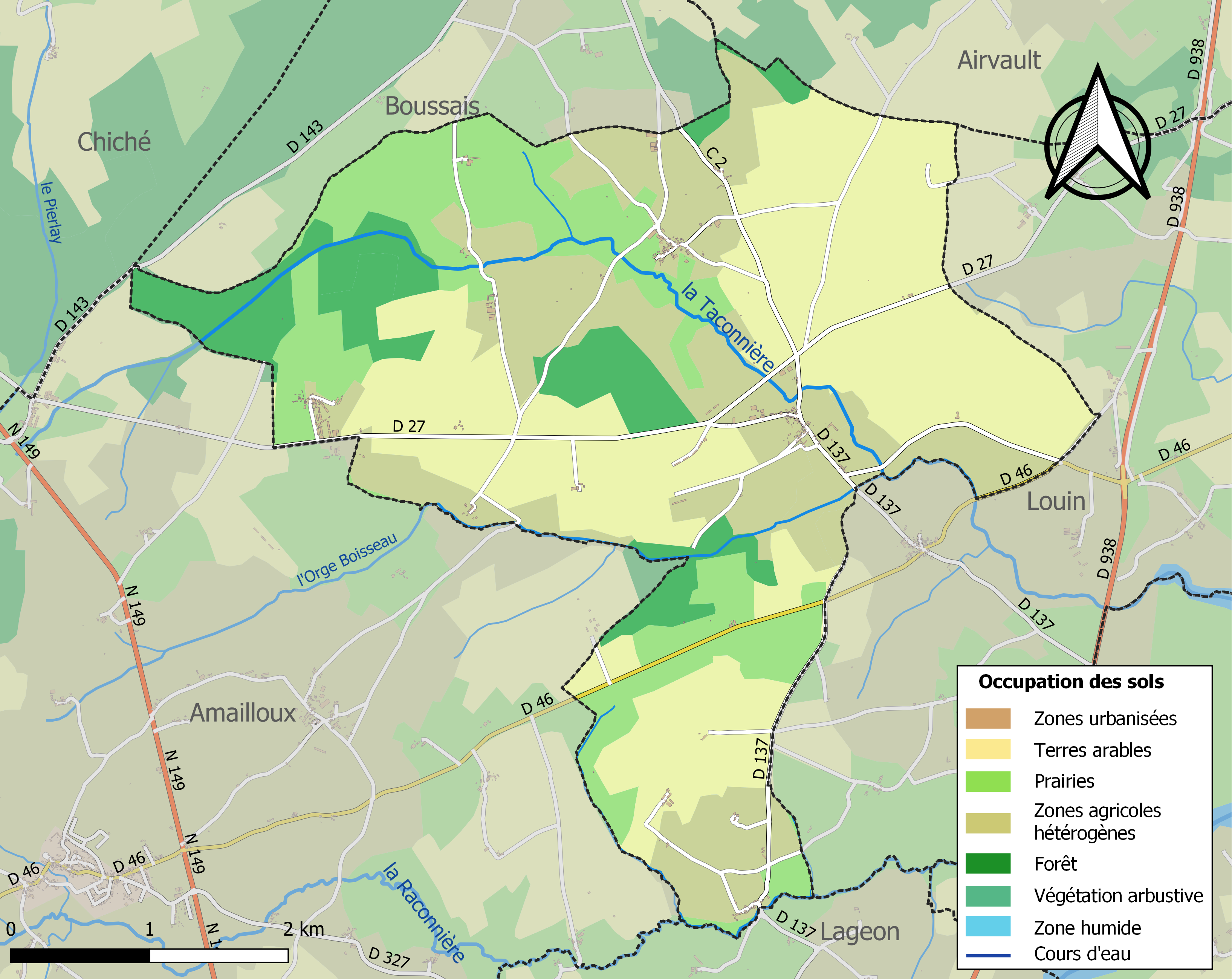
Carte des infrastructures et de l'occupation des sols de la commune en 2018 (CLC).

### Risques majeurs
Le territoire de la commune de Maisontiers est vulnérable à différents aléas naturels : météorologiques (tempête, orage, neige, grand froid, canicule ou sécheresse), mouvements de terrains et séisme (sismicité modérée). Il est également exposé à un risque technologique,  et  le risque industriel, et à un risque particulier : le risque de radon. Un site publié par le BRGM permet d'évaluer simplement et rapidement les risques d'un bien localisé soit par son adresse soit par le numéro de sa parcelle.

#### Risques naturels

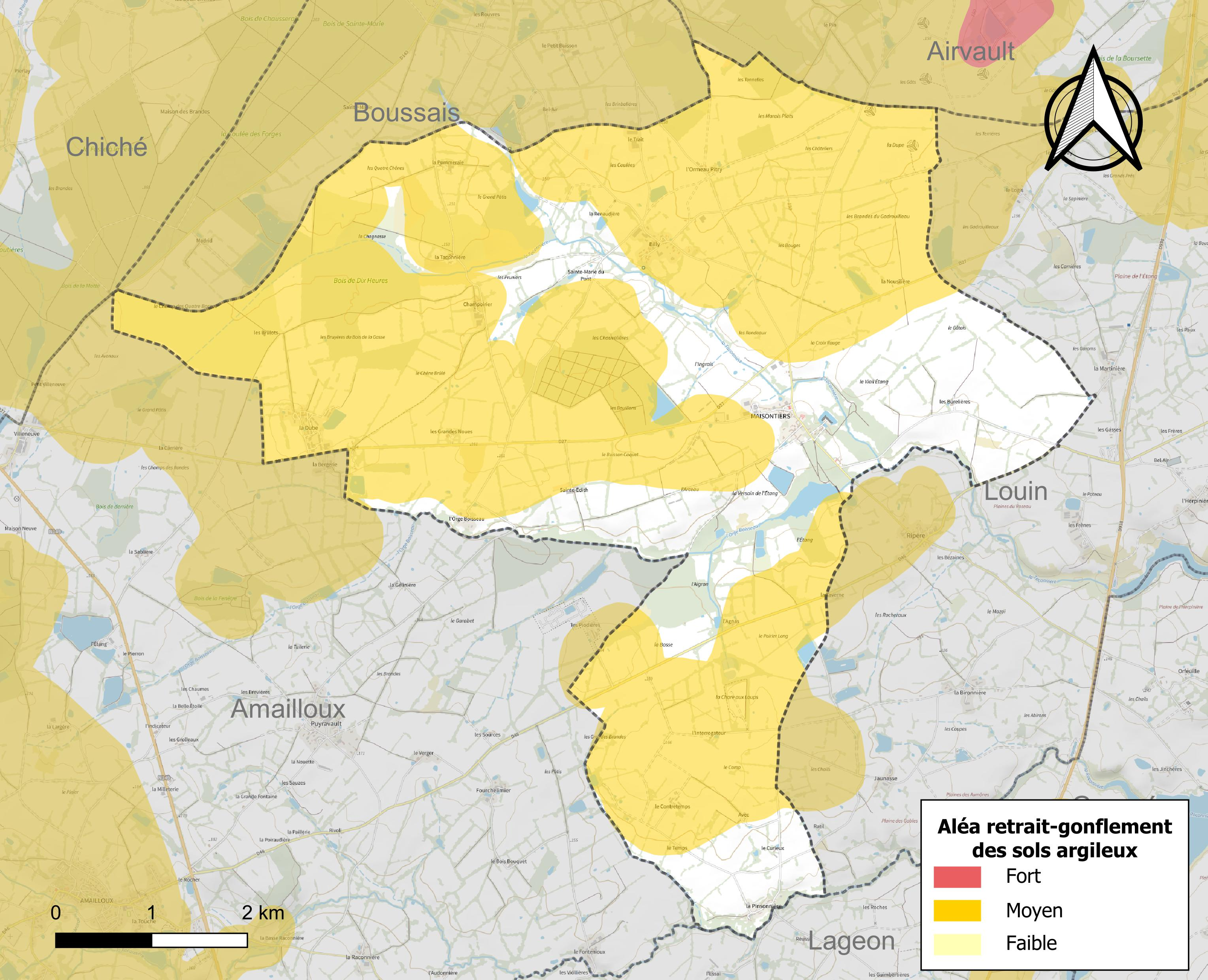
Carte des zones d'aléa retrait-gonflement des sols argileux de Maisontiers.

Les mouvements de terrains susceptibles de se produire sur la commune sont des tassements différentiels. Le retrait-gonflement des sols argileux est susceptible d'engendrer des dommages importants aux bâtiments en cas d’alternance de périodes de sécheresse et de pluie. 70,5 % de la superficie communale est en aléa moyen ou fort (54,9 % au niveau départemental et 48,5 % au niveau national). Depuis le 1er octobre 2020, en application de la loi ELAN, différentes contraintes s'imposent aux vendeurs, maîtres d'ouvrages ou constructeurs de biens situés dans une zone classée en aléa moyen ou fort,.
La commune a été reconnue en état de catastrophe naturelle au titre des dommages causés par les inondations et coulées de boue survenues en 1982, 1983, 1999 et 2010 et par des mouvements de terrain en 1999 et 2010.

#### Risque technologique
En 2020, la commune était exposée au risque industriel du fait de son appartenance au plan de prévention des risques technologiques (PPRT) du site Titanobel sur la commune d'Amailloux approuvé le 7 décembre 2009,

#### Risque particulier
Dans plusieurs parties du territoire national, le radon, accumulé dans certains logements ou autres locaux, peut constituer une source significative d’exposition de la population aux rayonnements ionisants. Selon la classification de 2018, la commune de Maisontiers est classée en zone 3, à savoir zone à potentiel radon significatif.

## Politique et administration
| Période                                  | Période   | Identité                    | Étiquette | Qualité |
| ---------------------------------------- | --------- | --------------------------- | --------- | ------- |
| Les données manquantes sont à compléter. |           |                             |           |         |
|                                          |           |                             |           |         |
| 1912                                     | 1948      | Fernand de Wissocq          |           |         |
| 1948                                     | 1977      | René de Wissocq             |           |         |
| 1977                                     |           | François de Wissocq         |           |         |
|                                          | 1984      | André Dion                  |           |         |
| 1984                                     | juin 1995 | Yvon Bodin                  |           |         |
| juin 1995                                | mars 1996 | Marie-Claude Grimoux-Ménard |           |         |
| mars 2001                                | mars 2008 | Guy Boiteau                 |           |         |
| mars 2008                                | 2020      | Jean-François Coiffard      |           |         |
| 2020                                     | en cours  | Gérard Chabauty             |           |         |

## Population et société

### Démographie
L'évolution du nombre d'habitants est connue à travers les recensements de la population effectués dans la commune depuis 1793. Pour les communes de moins de 10 000 habitants, une enquête de recensement portant sur toute la population est réalisée tous les cinq ans, les populations de référence des années intermédiaires étant quant à elles estimées par interpolation ou extrapolation. Pour la commune, le premier recensement exhaustif entrant dans le cadre du nouveau dispositif a été réalisé en 2004.

En 2022, la commune comptait 130 habitants, en évolution de −18,75 % par rapport à 2016 (Deux-Sèvres : +0,18 %, France hors Mayotte : +2,11 %).
| 1793 | 1800 | 1806 | 1821 | 1831 | 1836 | 1841 | 1846 | 1851 |
| ---- | ---- | ---- | ---- | ---- | ---- | ---- | ---- | ---- |
| 133  | 151  | 162  | 182  | 200  | 209  | 220  | 246  | 249  |

| 1856 | 1861 | 1866 | 1872 | 1876 | 1881 | 1886 | 1891 | 1896 |
| ---- | ---- | ---- | ---- | ---- | ---- | ---- | ---- | ---- |
| 252  | 248  | 271  | 264  | 273  | 316  | 298  | 339  | 336  |

| 1901 | 1906 | 1911 | 1921 | 1926 | 1931 | 1936 | 1946 | 1954 |
| ---- | ---- | ---- | ---- | ---- | ---- | ---- | ---- | ---- |
| 344  | 388  | 399  | 373  | 362  | 346  | 339  | 325  | 282  |

| 1962 | 1968 | 1975 | 1982 | 1990 | 1999 | 2004 | 2006 | 2009 |
| ---- | ---- | ---- | ---- | ---- | ---- | ---- | ---- | ---- |
| 286  | 267  | 240  | 221  | 194  | 186  | 181  | 180  | 182  |

| 2014 | 2019 | 2022 | - | - | - | - | - | - |
| ---- | ---- | ---- | - | - | - | - | - | - |
| 163  | 141  | 130  | - | - | - | - | - | - |

## Lieux et monuments

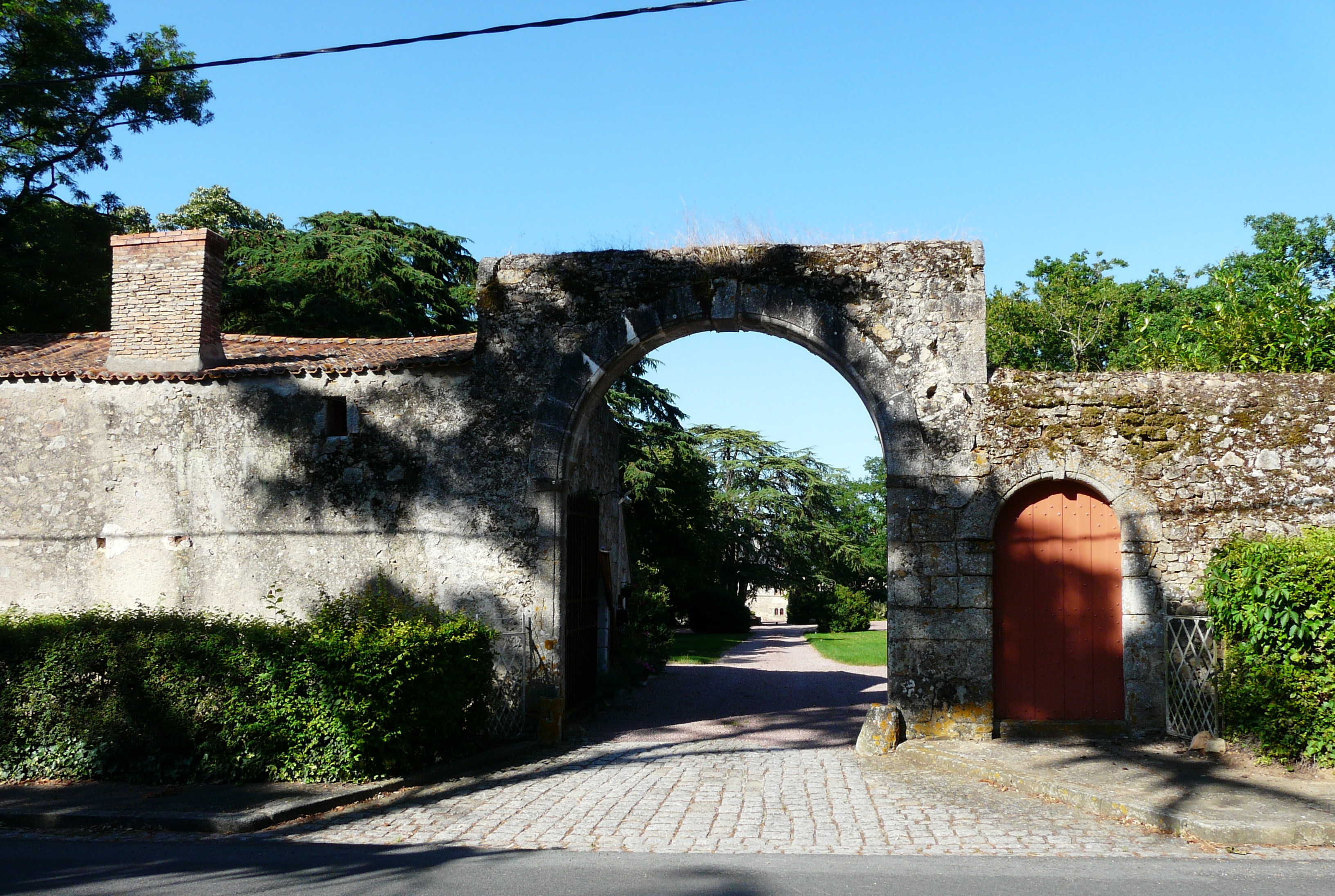
Le porche d'entrée du château de Maisontiers.

- Château de Maisontiers, XVe et XVIe siècles et ses écuries du XIXe siècle, inscrit partiellement aux monuments historiques depuis 1957, et en totalité depuis 2005[28].
- Église Notre-Dame de Maisontiers.